# International Maritime Prize
Der International Maritime Prize ist eine von der Internationalen Seeschifffahrts-Organisation (IMO) verliehene Auszeichnung, mit der Einzelpersonen oder Nichtregierungsorganisationen ausgezeichnet werden, die „in bedeutendem Maße zur Arbeit und zur Erreichung der Ziele der Internationalen Seeschifffahrts-Organisation beigetragen haben.“ Der Preis wird in der Regel jährlich durch den Rat der Organisation verliehen. Zwar ist vorgesehen, dass die Preisverleihung ausgesetzt werden kann, sofern kein geeigneter Preisträger gefunden wird, hierzu ist es seit der ersten Auslobung des Preises 1980 jedoch noch nie gekommen. Die Nominierung von potentiellen Preisträger kann ausschließlich durch Regierungen der Mitgliedsstaaten, Organisationen und Programme der Vereinten Nationen, Zwischenstaatliche Organisationen, die ein Kooperationsabkommen mit der Internationalen Seeschifffahrts-Organisation geschlossen haben oder Nichtregierungsorganisationen mit Beobachterstatus bei der Internationalen Seeschifffahrts-Organisation erfolgen. Der Preis kann auch posthum verliehen werden.
Der Preisträger erhält, im Rahmen einer festlichen Zeremonie am Hauptsitz der Organisation in London, eine Skulptur eines Delphins. Zudem ist der Preis mit $1.000 dotiert. Jeder Preisträger erhält darüber hinaus die Möglichkeit, einen wissenschaftlichen Beitrag in Zusammenhang mit der Arbeit der Internationalen Seeschifffahrts-Organisation zu verfassen, der in der Zeitschrift der Organisation veröffentlicht wird. Bislang wurde der Preis 41 Mal vergeben. Mit jeweils fünf Auszeichnungen stellen dabei Preisträger aus den Vereinigenten Staaten von Amerika und dem Vereinigten Königreich den größten Anteil. Als erste und bislang einzige Organisation wurde 1998 die International Lifeboat Federation mit dem Preis ausgezeichnet. 2010 erhielt Linda Johnson als erste Frau den Preis.

## Preisträger
- 1980:  Modolv Hareide
- 1981:  Roderick Y. Edwards
- 1982:  George A. Maslov
- 1983:  Hjálmar R. Bárdarson
- 1984:  Shen Zhaoqi
- 1985:  Per Eriksson
- 1986:  Moustafa Fawzi
- 1987:  James Cowley
- 1988:  Emil Jansen
- 1989:  Jerzy Doerffer
- 1990:  Zenon Sdougos
- 1991:  C.P. Srivastava
- 1992:  Yoshio Sasamura
- 1993:  John William Kime
- 1994:  John S. Perrakis
- 1995:  Georgy G. Ivanov
- 1996:  Torkild Reedtz Funder
- 1997:  Gamal El-Din Ahmed Mokhtar
- 1998:  International Lifeboat Federation
- 1999:  Ian Mills Williams
- 2000:  Heikki Juhani Valkonen
- 2001:  Giuliano Pattofatto *
- 2002:  Frank Wall
- 2003:  William O’Neil
- 2004:  Luis Martínez Wolf
- 2005:  Tom Allan
- 2006:  /  Igor Ponomarev * / Alfred Popp
- 2007:  Jørgen Rasmussen
- 2008:  Alberto Alemán Zubieta
- 2009:  Johan Franson
- 2010:  Linda Johnson *
- 2011:  Efthimios Mitropoulos
- 2012:  Thomas Aboagye Mensah
- 2013:  José Eusebio Salgado y Salgado
- 2014:  Yōhei Sasakawa
- 2015:  Frank Wiswall
- 2016:  Kōji Sekimizu
- 2017:  Birgit Sølling Olsen
- 2018:  Joseph J. Angelo
- 2019:  Peter Hinchliffe
- 2020:  Paul Sadler
- 2021:  David Attard
- 2022:  Anneliese Jost

* Der Preis wurde posthum verliehen.